# Galharda

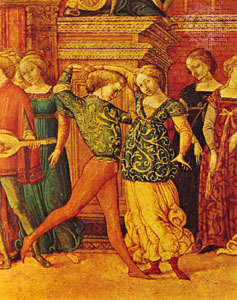
Galharda

A galharda, gagliarda ou  gaillarde é uma dança de movimento vivo e caráter alegre, em compasso de 3/4. Na suíte renascentista, era geralmente dançada a seguir à pavana, esta de movimento mais comedido, solene, a dois tempos.

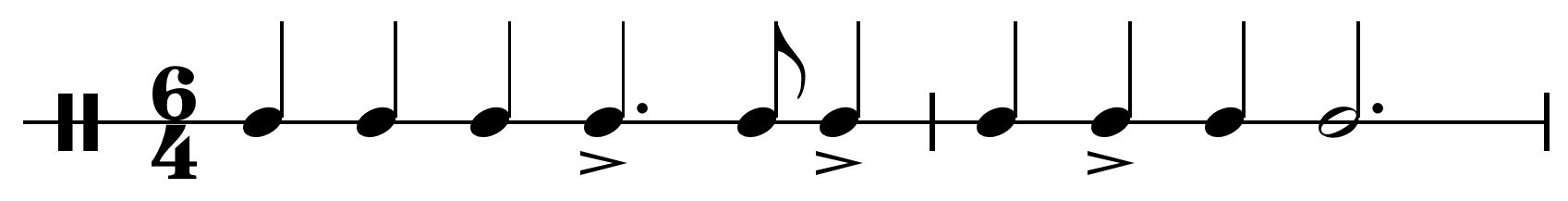
Ritmo da Galharda

De origem cortesã italiana ou francesa  e cheia de vivacidade, a galharda esteve muito em voga nos século XVI e no século XVII. O ritmo vivo e animado obrigava os dançarinos a movimentos galhardos, daí talvez a origem da sua designação. Disputava popularidade com a pavana, pois ambas tinham movimentos alegres e rápidos. Era praticada por todas as classes sociais, embora originalmente destinada às classes mais altas.